# Arsen Harutiunian (narciarz alpejski)
Arsen Harutiunian (orm. Արսէն Հարությունյան, ur. 16 marca 1968 w Cachkadzorze) – ormiański narciarz alpejski, dwukrotny uczestnik igrzysk olimpijskich.
Harutiunian był chorążym reprezentacji Armenii na zimowych igrzyskach olimpijskich w 1994 w Lillehammer, podczas których nie brał udziału jako zawodnik oraz w 2002 w Salt Lake City. Podczas igrzysk jako zawodnik wystąpił po raz pierwszy w 1998 w Nagano, gdzie w slalomie zajął 27. miejsce z czasem 2:15,11. Cztery lata później nie ukończył slalomu.
Brał udział w mistrzostwach świata w 1999 i 2001 zarówno w slalomie, jak i slalomie gigancie.